# Sarah Dyer
Sarah Dyer est une auteure de bande dessinée américaine. 
Son époux Evan Dorkin est également auteur de bande dessinée.

## Récompense
- 1998 : Prix Lulu de l'année pour Action Girl
- 2017 : Prix Eisner du meilleur one-shot pour Bêtes de somme : What the Cat Dragged In (avec Jill Thompson et Evan Dorkin)